# Rhamphomyia sphenoptera
Rhamphomyia sphenoptera är en tvåvingeart som beskrevs av Friedrich Hermann Loew 1873. Rhamphomyia sphenoptera ingår i släktet Rhamphomyia och familjen dansflugor. Inga underarter finns listade i Catalogue of Life.